# Metaná
Metaná (německy Eisstockschießen nebo Eisstocksport) je zimní sport zaměřený na přesnost, provozovaný především v Bavorsku, Tyrolsku a Švýcarsku. Podobá se curlingu, ale místo kamenů se provozuje s kotouči o průměru okolo 30 cm a váze 2,73 až 3,83 kilogramu, zhotovenými ze dřeva nebo plastu, gumy a oceli a opatřenými ručičkou (stock). Ty se posílají po ledové dráze dlouhé 21,5 m do obdélníkového cílového pole. Hrají proti sobě dva týmy, složené zpravidla ze čtyř hráčů, jejichž cílem je umístit kotouče blíže k cíli než soupeř. Cílem není pevný bod na hrací ploše jako v curlingu, ale gumový kroužek o průměru 12 cm zvaný puk, který může pod vlivem nárazů měnit polohu podobně jako prasátko v pétanque. Na rozdíl od curlingu se v metané nepoužívá zametání ledu košťaty k ovlivnění dráhy kotouče. Zápas se hraje na šest endů. Dalšími disciplínami metané jsou hody na cíl a hody do dálky; světovým rekordmanem v metané do dálky je Němec Manfred Zieglgruber, který v roce 1989 dosáhl na Seeonských jezerech výkonu 566,53 m.
První písemný záznam o metané pochází z roku 1192, kdy tuto hru provozoval na zamrzlém Dunaji vévoda Leopold V. Babenberský. Z roku 1565 pochází obraz Pietera Brueghela staršího znázorňující hráče metané. V roce 1921 byla vydána první oficiální pravidla sportovní metané, v roce 1934 byl v Německu založen první národní svaz. Na Zimních olympijských hrách 1936 a 1964 byla metaná ukázkovým sportem. V roce 1983 proběhlo první mistrovství světa v metané, které se od roku 2012 koná každý sudý rok, nejúspěšnějším týmem je Německo s šesti tituly v soutěži družstev. V Československu se metaná začala hrát v Českých Budějovicích v roce 1964, v únoru 1990 byl založen Český svaz metané, který sdružuje 480 členů ve 22 oddílech. 
Existuje také letní varianta metané, hraná nejčastěji na asfaltu nebo betonu.